# Yaasin Hanafiah
Tuan Mohammed Yaasin bin Tuan Mohammed Hanafiah ist ein malaysischer Fußballschiedsrichter. Seit 2020 steht er auf der FIFA-Schiedsrichterliste.

## Karriere

### Vereinsmannschaften
Seit mindestens August 2021 leitete er Spiele in der ersten Liga seines Landes, der Malaysia Super League.

### Nationalmannschaften
Nach seiner Aufnahme auf die FIFA-Liste, leitete er am 17. Januar 2020 mit einem Freundschaftsspiel zwischen Palästina und Sri Lanka seine erste Partie als Schiedsrichter einer Partie zweier A-Nationalmannschaften. Das nächste bekannte Freundschaftsspiel unter Seiner Leitung war eine Begegnung zwischen Vietnam und Syrien am 20. Juni 2023.
Seine erste Nominierung für ein Turnier erhielt er für die AFF U-23 Championship 2022, bei der er nebst einem Gruppenspiel auch eines der Halbfinals leitete. Im Sommer des Jahres kam noch die Leitung von zwei Gruppenspielen bei der AFF U-19 Youth Championship 2022 hinzu.